# 유덕초등학교
유덕초등학교는 대한민국 광주광역시 서구 유촌동에 있는 초등학교다.

## 학교 연혁
- 1999.09.01 유덕초등학교 설립 인가ㆍ개교(6학급)
- 1999.09.01 초대 정병호 교장 취임
- 2000.02.17 제1회 졸업식(19명)
- 2000.03.13 유덕초등학교 병설 유치원 개원
- 2000.09.01 학급 증설(14학급)
- 2001.02.17 제2회 졸업식(졸업생69명)
- 2001.03.01 학급 증설(21학급)
- 2002.02.16 제3회 졸업식(졸업생 111명)
- 2002.03.01 학급 증설(25학급)
- 2003.02.12 학급 증설 인가(30학급)
- 2003.02.17 제4회 졸업식(졸업생 124명)
- 2003.09.01 제2대 장종근 교장 취임
- 2003.10.22 시지정 국어과 시범운영결과 보고
- 2004.02.16 학급 증설 인가(36학급)
- 2004.02.20 제5회 졸업식(졸업생 131명)
- 2005.02.22 제6회 졸업식(졸업생 150명)
- 2006.02.12 학급증설(39학급)
- 2006.02.12 제7회 졸업식(졸업생 166명)
- 2006.10.26 시지정 평생교육 시범운영결과 보고
- 2007.09.01 제3대 장병주 교장 취임
- 2007.02.14 제8회 졸업식(졸업생 216명)
- 2008.02.19 제9회 졸업식(졸업생 230명)
- 2009.02.13 제10회 졸업식(졸업생 233명)
- 2009.09.01 유덕자람터(돌봄교실) 설치
- 2009.09.01 Wee-클래스, 영어체험교실 설치
- 2009.11.25 시지정 교실수업개선(과학) 시범운영결과 보고
- 2009.12.24 종합장학 우수학교 교육감 표창(제1668호)
- 2010.01.07 아름학교 교육감 인증(인증번호2009-06)
- 2010.02.11 제11회 졸업식(졸업생 205명)
- 2010.03.01 특수학급 1학급 인가
- 2010.03.01 39학급(일반 38, 특수1) 병설유치원 1학급 인가
- 2011.02.17 제12회 졸업식(졸업생 188명)
- 2011.03.01 제4대 이근욱 교장 취임
- 2012.02.14 제13회 졸업식(졸업생 203명)
- 2013.02.15 제14회 졸업식(졸업생 187명)
- 2013.03.01 제5대 류길홍 교장 취임
- 2014.02.18 제15회 졸업식(졸업생 178명) 총 2,410명
- 2015.02.17 제16회 졸업식(졸업생 136명) 총2,546명
- 2015.03.01 제6대 박봉순 교장 취임